# The Chills
The Chills es una banda neozelandesa de rock formada en el año de 1980 por el principal miembro fallecido: Martin Phillipps en la ciudad de Dunedin, considerada una de las bandas pioneras del movimiento y género musical: Dunedin Sound, junto con otros grupos del mismo movimiento como The Bats, Straitjacket Fits, Superette, The Clean, entre otros.
El grupo alcanzó éxito por varios sencillos como: "Heavenly Pop Hit", "Part Past Part Fiction", "The Male Monster From the Id", "Double Summer", "Come Home" y "Surrounded"; llegando a tener posiciones en la Recorded Music NZ, UK Singles Chart y Alternative Songs.
The Chills nunca fue una banda exitosa comercialmente debido a la sonoridad de sus trabajos. El grupo fue conocido hasta el tercer álbum de estudio de 1992 Soft Bomb, considerado como uno de los mejores álbumes de la banda. En la actualidad, The Chills es consolidado como un grupo de culto.
El principal vocalista Martin Phillipps falleció el 28 de julio de 2024 a la edad de 61 años debido a complicaciones hepáticas y al igual que por causas desconocidas que padecia el vocalista, tras su muerte del vocalista el grupo realizaba su octavo álbum de estudio titulado "Spring Board: The Early Unrecorded Songs" que fue lanzado en febrero de 2025.

## Historia

### Formación y primera ruptura (1980-1983)
El cantautor Martin Phillipps formó The Chills en 1980 con su hermana Rachel en los teclados y Jane Dodd en el bajo después de la desaparición de su banda de punk, The Same, formada en 1978. Poco después se incluyeron en la formación el guitarrista Peter Gutteridge y el baterista Alan Haig. The Chills firmaron un contrato Flying Nun Records y fueron una de las cuatro bandas grabadas en el Dunedin Double EP de 1982. Después de cambios en la alineación, Martyn Bull reemplazó a Haig en la batería y lanzaron su primer sencillo, "Rolling Moon", que fue un éxito en las listas neozelandesas en 1983. Sin embargo, una repentina enfermedad de Bull hizo que la banda hiciera una pausa.

### Reforma y éxito (1984-1996)
Después de la muerte de Bull, The Chills cambiaron brevemente su nombre a A Wrinkle in Time, y en ese momento fue esencialmente un proyecto en solitario de Martin Phillipps. El primer nuevo lanzamiento de la banda fue el sencillo de 1984 "Pink Frost", que se convirtió en su mayor éxito hasta ese momento. Fue seguido por "Doledrums" y un EP de seis canciones llamado The Lost EP, que alcanzó el puesto número 4 en las listas de sencillos de Nueva Zelanda en 1985. La banda emprendió su primera gira europea ese mismo año.
En 1986, la banda publicó el éxito internacional menor "I Love My Leather Jacket", grabado en The Point Studio, por Danny Hyde y dedicado al fallecido baterista Bull, quien había legado a Phillipps una chaqueta de cuero en su testamento. The Chills finalmente lanzaron su primer álbum, Kaleidoscope World, en 1986. El álbum era una compilación de sencillos, pistas de EP y canciones del Dunedin Double publicados anteriormente. Su primer álbum de material nuevo Brave Words, fue lanzado en 1987. La banda pasó la mayor parte de ese año promocionando el álbum con giras por Europa, intercaladas con cuatro fechas en Estados Unidos y en 1988 realizaron una gira por América del Norte.
En 1990, la banda firmó con el sello Slash de Warner Records en América del Norte. Su álbum de 1990 Submarine Bells incluyó "Heavenly Pop Hit", su mayor éxito. La canción también fue un éxito en los EE. UU., ubicándose en el puesto 17 en la lista Billboard Alternative Airplay. El siguiente álbum del grupo, Soft Bomb, fue lanzado en 1992 y, salvo por Phillipps, presentó una formación diferente. Phillipps anunció la disolución de The Chills después de la gira Soft Bomb. Sin embargo, la banda grabó el álbum Sunburnt en Inglaterra, en el verano de 1995. A dos miembros de la banda se les negó la entrada al Reino Unido, por lo que se reclutaron músicos de sesión tuvieron en el último momento. El álbum fue publicado en 1996 bajo el nombre Martin Phillipps and The Chills.

### Segunda reforma (1999-presente)
Después de la separación, Phillipps tocó con la banda The Heavy Eights, sin embargo, continuó reclutando miembros de The Chills para espectáculos en vivo y comenzaron a tocar bajo su nombre en 1999. Durante este período, Phillipps lanzó un álbum de demos caseras en solitario Sketch Book: Volume One y en 2000, una caja de 3 CD con grabaciones en vivo, demos, sesiones de radio y rarezas de The Chills titulado Secret Box.
En 2004, publicaron el álbum de 8 canciones Stand By, el primer material nuevo de The Chills desde 1996. En 2010, la banda tocó dos shows en Australia, sus primeras presentaciones fuera de Nueva Zelanda en catorce años y tres años más tarde lanzaron una canción llamada "Molten Gold". Desde entonces, la banda ha lanzado tres álbumes de estudio Silver Bullets, Snow Bound y Scatterbrain, el más reciente de ellos en 2021.
El grupo en la actualidad tras la muerte de Phillipps continua en activo aunque de forma temporal, y lanzaron su octavo álbum de estudio titulado "Spring Board: The Early Unrecorded Songs"  en febrero de 2025.

## Integrantes

### Formación actual
- Todd Knudson - batería, percusión (1999 - actualmente)
- Erica Scally - vocal de apoyo, teclados, guitarra, violín (2005 - actualmente)
- Oli Wilson - vocal de apoyo, percusión, teclados (2009 - actualmente)
- Callum Hampton - bajo (2019 - actualmente)

### Exintegrantes
- Martin Phillipps - vocalista, guitarra, teclados (1980 - 1996, 1999 - 2024) (fallecido en 2024)
- Peter Gutteridge - vocal de apoyo, guitarra (1980) (fallecido en 2014)
- Alan Haig - batería (1980 - 1982, 1983 - 1985)
- Jane Dodd - bajo (1980 - 1981)
- Rachel Phillipps - teclados (1980 - 1981)
- Fraser Batts - teclados, guitarra (1980 - 1982)
- Terry Moore - bajo (1981 - 1983, 1985 - 1986, 1990 - 1993)
- Peter Allison - teclados (1982 - 1985)
- David Kilgour - vocal de apoyo, guitarra (1983)
- Steven Schayer - vocal de apoyo, guitarra (1992 - 1993)
- Martin Kean - bajo (1983 - 1985)
- Justin Harwood - bajo (1986 - 1990)
- Caroline Easther - batería (1986 - 1988)
- Jimmy James Stephenson - batería (1988 - 1991)
- Martyn Bull - batería (1982 - 1983) (fallecido en 1983)
- Andrew Todd - teclados (1986 - 1991)
- Peter Holsapple - guitarra, teclados (1992)
- Mauro Ruby - batería (1992)
- Lisa Mednick - teclados (1992 - 1993)
- Earl Robertson - batería (1992)
- Craig Mason - batería (1992 - 1993)
- Dave Gregory - bajo (1995 - 1996)
- Dave Mattacks - batería, percusión (1995 - 1996)
- Rodney Haworth - bajo (1999 - 2005)
- James Dickson - vocal de apoyo, teclados, bajo (1999 - 2018)

## Discografía

### Álbumes de estudio
- 1987: "Brave Words" (Flying Nun Records)
- 1990: "Submarine Bells" (Slash Records/Liberation Records)
- 1992: "Soft Bomb" (Slash Records/Liberation Records)
- 1996: "Sunburnt" (Flying Nun Records)
- 2015: "Silver Bullets" (Fire Records)
- 2018: "Snow Bound" (Fire Records)
- 2021: "Scatterbrain" (Fire Records)
- 2025: "Spring Board: The Early Unrecorded Songs" (Fire Records)

### EP's
- 1985: "The Lost EP"
- 2004: "Stand By"
- 2016: "Pyramid/‘When The Poor Can Reach The Moon"

### Recopilaciones
- 1982: "Dunedin Double" (EP)
- 1986: "Kaleidoscope World"
- 1986: "Tuatara"
- 1987: "Mad in Belgium 6"
- 1988: "Human Music"
- 1988: "It's Bigger Than Both of Us"
- 1989: "Time Between: A Tribute to The Byrds" (tributo a The Byrds)
- 1990: "Follow Our Trax, Vol. 4"
- 1990: "In Love With These Times"
- 1990: "Certain Damage! Volume 26"
- 1991: "Getting Older 1981-1991"
- 1991: "Pink Flying Saucers Over the Southern Alps"
- 1992: "10 Jahre Normal"
- 1992: "A Little on the CD Side: Volume 6"
- 1992: "Going Underground"
- 1993: "The Alternative Mixture"
- 1994: "Heavenly Pop Hits - The Best of The Chills"
- 1994: "Pop Art Toasters" (EP)
- 1996: "...But I Can Write Songs Okay"
- 1996: "Pop Eyed"
- 1997: "2Mushroom Music New Zealand"
- 1997: "Topless Women Talk About Their Lives"
- 1999: "Post-punk Chronicles: Left of the Dial"
- 1999: "Sketch Book: Volume One"
- 2000: "Secret Box - The Chills' Rarities, 1980-2000"
- 2000: "Gimme Indie Rock, Vol. 1"
- 2001: "The Chills Rarities 1980 - 2000"
- 2001: "Rough Trade Shops: 25 Years of Rough Trade Shops" (recopilación de la discográfica Rough Trade Records)
- 2002: "Nature's Best - New Zealand's Top 30 Songs of All-Time"
- 2003: "Nature's Best 3"
- 2005: "Children of Nuggets: Original Artyfacts From the Second Psychedelic Era, 1976-1996"
- 2007: "Flying Nun 25th Anniversary Boxset" (recopilación de la discográfica Flying Nun Records)
- 2009: "Stroke: Songs for Chris Knox"
- 2011: "Tally Ho! Flying Nun's Greatest Bits" (recopilación de la discográfica Flying Nun Records)
- 2011: "LateNightTales" (tributo a MGMT)
- 2012: "Time to Go: The Southern Psychedelic Moment - 1981-1986"
- 2013: "Somewhere Beautiful"
- 2014: "The BBC Sessions"

### Sencillos
De Brave Words (1987)
- "House with a Hundred Rooms"
- "Wet Blanket"

De Submarine Bells (1990)
- "Heavenly Pop Hit" (NZ, AUS, UK, US Alt: 2, 118, 97, 17)
- "Part Past Part Fiction"

De Soft Bomb (1992)
- "The Male Monster From the Id" (NZ: 8)
- "Soft Bomb"
- "So Long"
- "Double Summer"
- "Sleeping Giants"

De Sunburnt (1996)
- "Come Home" (NZ: 33)
- "Surrounded"

De Silver Bullets (2015)
- "America Says Hello"
- "Warm Waveform"
- "When the Poor Can Reach the Moon"

De Snow Bound (2018)
- "Complex"
- "Lord  Of All I Survey"
- "Scarred"

## Galería
| |
| El líder principal y vocalista Martin Phillipps en vivo con The Chills en el "Bar Bodega" Wellington, Nueva Zelanda en marzo de (2003). |

|                                                                                                  |
| The Chills en vivo en el "Jardín Botánico de Dunedin" Dunedin, Nueva Zelanda en enero de (2013). |

| |
| The Chills en vivo en el "Indietracks" Butterley, Derbyshire, Inglaterra, Reino Unido en julio de (2014). |

|                                                                                   |
| The Chills en vivo en el "SXSW" Austin, Texas, Estados Unidos en marzo de (2019). |